# B.Hosahalli, Mudigere
B.Hosahalli là một làng thuộc tehsil Mudigere, huyện Chikmagalur, bang Karnataka, Ấn Độ.